# Mesocotilo
En Botánica, el mesocotilo es una estructura tubular, de color blanco y semejante a un tallo, característica del embrión de las gramíneas, que aparece a continuación del coleoptilo durante la germinación de la semilla. La elongación del mesocotilo permite elevar a la plántula desde el lugar donde se ha encuentra la semilla hasta una distancia de 1,0 a 2,5 cm de la superficie del suelo. En el extremo del mesocotilo se desarrolla un subnudo, en el cual se ubica el punto de crecimiento; a partir de este subnudo se produce la elongación definitiva del coleoptilo.
Cuando la semilla se siembra a más profundidad de la normal, el mesocotilo se alarga hasta cubrir con su crecimiento una distancia desde la semilla que haga posible que el coleóptilo emerja sobre la superficie del terreno. Si la profundidad de siembra es excesiva o el terreno está en malas condiciones, el mesocotilo queda detenido en su crecimiento más abajo del punto en que el desarrollo consecutivo del coleóptilo llevaría a la plántula a emerger a la superficie, malográndose así la implantación del cultivo.